# Mrima

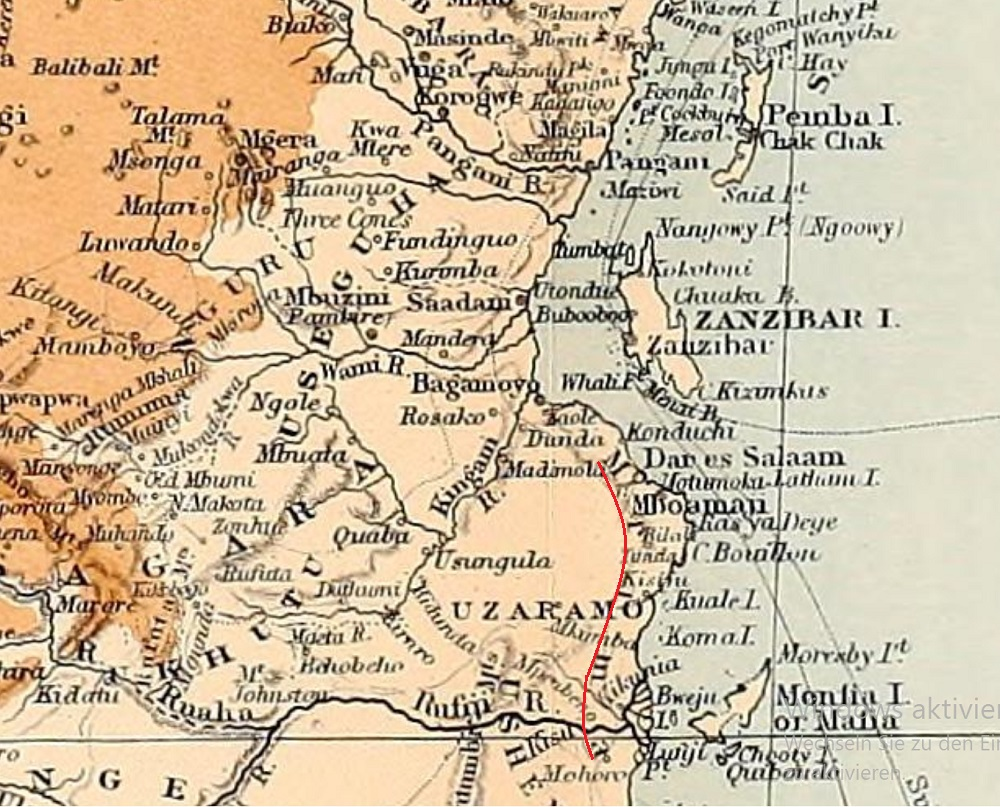
Der Name "Mrima" (rot unterstrichen) auf einer amerikanischen Karte Ostafrikas von 1890; (zwischen Dar es Salaam und dem Rufijifluss; hier nur für den südlichen Teil der Mrima verwandt)

Mrima oder Mrimaküste ist eine traditionelle Bezeichnung für den Teil der Küste Ostafrikas, der Sansibar gegenüberliegt. Die Einwohner wurden  "Wamrima" or Mrimaleute genannt, wiewohl sie zu unterschiedlichen Stammes- und Sprachgruppen gehörten.
Die Quellen machen unterschiedliche Angaben zur Abgrenzung des Gebietes. Generell verstand man unter der Mrima einen Küstenstreifen mit einer Tiefe von etwa 2 Tagesreisen, also 20 Meilen oder ca. 30 km.
Ludwig Krapf, der sein Wissen in den Jahren von 1844 bis 1851 in Mombasa zusammentrug, lässt die Wamrima auf der Nordseite bei den Vumba, Sprechern des Kivumbadialektes des Suaheli, beginnen, die in der Gegend von Shimoni gegenüber der Insel Wasini lebten. Er zählt dann weitere Gruppen auf bis zu den Usambarahügeln im Süden, „dem Mrimaland“.
A. C. Madan, der seine Informationen um 1890 in Sansibar sammelte, beschreibt die Mrima als das Gebiet zwischen Wasini and Kipumbwi an der Mündung des Msangasi, etwa 25 km südlich von Pangani. Madan vermutete, dass der Name "Mrima" eine Aussprachevariante von "mlima", dem Suahelibegriff für Berge und Hügel sein könnte, die hinter der Küste zum Inland hin aufsteigen.
Spätere Autoren verwendeten den Begriff auch für Gebiete weiter südlich; beispielsweise benennt Stigand den Kimrimadialekt als vorherrschend zwischen Vanga (südliches Kenia) und der Nachbarschaft von Kilwa.   
In Südkenia bezeichnet der Name Mrima ein Dorf und einen kleinen Berg etwa 20 km nördlich von Vanga, Kwale County.
Fungu Mrima (auch Fungu Marima) ist ein Korallenriff im Mafiakanal zwischen dem tansanischen Festland und der der Insel Mafia.